# Лептокарија
Лептокарија (грч. Λεπτοκαρυά []) је градић (летовалиште) у Грчкој, у подножју планине Олимп на обали Егејског мора. Налази се на око 80 km од Солуна, у општини Дион-Олимп, округ Пијерија.
У улицама налазе се разне продавнице, брзе хране и бутици.

## Галерија
- Црква Светог Николе, Лептокарија
- Основна школа у Лептокарији
- Туристички возић у Лептокарији
- Грчка - плажа у Лептокарији
- Лептокарија 2012. године
- Железничка станица у Лептокарији
- Шеталиште поред мора, Лептокарија 2012.
- Чесма у Лептокарији
- Плажа у Лептокарији
- Ноћ у Лептокарији
- Лептокарија - Грчка - залазак сунца
- Пруга у Лептокарији
- Пут изнад Лептокарије
- Пешачка зона у Лептокарији